# Casa artesana
La casa artesana representa el arquetipo de la forma tradicional de la residencia en la ciudad preindustrial europea, caracterizada especialmente por la ambigüedad de vivienda y unidad de producción, es decir:
- La casa aloja toda una familia, que con frecuencia cohabita con otras personas de su entorno más próximo.
- El solar y la edificación son una propiedad unitaria, con un único núcleo de acceso desde el exterior y especialización vertical de los pisos, ya que existe una actividad artesana o mercantil integrada en los espacios generales de la casa.

- Datos: Q5480821